# Edward Alanson
Edward Alanson (Newton, 23 ottobre 1747 – Liverpool, 12 dicembre 1823) è stato un chirurgo britannico.
Focalizzò il suo lavoro sull'amputazione degli arti, scoprendo un metodo che permette la quasi istantanea cicatrizzazione del moncone.